# Crystal Palace Baltimore
Crystal Palace Baltimore is een Amerikaanse voetbalclub uit Baltimore (Maryland).

## Geschiedenis
De club werd in 2006 opgericht door enkele bestuursleden van het beroemde Engelse team Crystal Palace FC. De eerste wedstrijd werd op 15 juli 2006 gespeeld tegen de moederclub uit Londen en verloor met 1-3. Een jaar later werd de wedstrijd overgedaan in Selhurst Park, het thuisstadion van de Londense club. Deze keer wonnen ze met 1-0.
De club nam ook deel aan de Amerikaanse competitie in de USL Second Division, de Amerikaanse derde klasse. De eerste wedstrijd werd met 4-1 verloren van de Charlotte Eagles. De club bleef slecht presteren totdat Gary Brooks naar de club kwam en zeven keer in negenwedstrijden scoorde. De club werd uiteindelijk vijfde en eindigde één plaats onder de play-offs, een goede start voor de nieuwe club.
In het tweede seizoen begon de club sterk door zes van de eerste tien wedstrijden te winnen. In de Open Cup versloeg de club onder andere Red Bull New York uit de hoogste klasse met 2-0. In de kwartfinale werd de club verslagen door New England Revolution. In de competitie werd de club vierde en plaatste zich zo voor de play-offs. Eerst werden de Harrisburg City Islanders verslagen, maar daarna werd de club gewipt door de Charlotte Eagles.